# Abraham bar Hillel
Abraham bar Hillel (hébreu : אברהם בר הלל) est un poète égyptien du XIIe siècle, d'expression hébraïque, mort en 1223.

## Biographie
Abraham bar Hillel appartient à une famille distinguée de Fostat (qui fait actuellement partie du Vieux-Caire). Son grand-père dirigea un Beth Din (i.e. un tribunal religieux). Il est lui-même érudit et médecin.
En 1167, avec des rabbins, dont Maïmonide, il signe une takkanah pour « sauvegarder le respect des lois de pureté familiale en Égypte ».
Abraham bar Hillel est probablement aussi connu sous le nom d'Abraham le Pieux,.

## Megillah Zutta
Abraham bar Hillel est principalement connu pour être l'auteur du Megillah Zutta (« Le Parchemin de Zutta » en hébreu), œuvre achevée en 1176. Il s'agit d'une composition satirique en prose rythmée, le prologue et l'épilogue étant en vers,. Il y narre les méfaits et la chute d'un Égyptien contemporain, nommé Zutta ― il s'agit probablement de Sar Shalom ben Moses (en) ― qui cherche à s'imposer à la communauté juive d'Égypte.
L'œuvre semble avoir eu un certain succès, eu égard au nombre de manuscrits existants.
Selon David Kaufmann, le Megillah est « une preuve évidente de l'influence de la poésie espagnole sur les Juifs égyptiens ». 
Compte-tenu des rares écrits subsistant du Moyen Âge en Égypte, l'œuvre a, selon Louis Ginzberg, « une valeur particulière ». Découverte en 1896, elle fait partie des manuscrits de la Guéniza du Caire.